# ويليام تايلور (سياسي أسترالي)
ويليام تايلور (بالإنجليزية: William Taylor)‏ هو سياسي أسترالي، ولد في 20 نوفمبر 1818 في غلاسكو في المملكة المتحدة، وتوفي في 21 يونيو 1903. انتخب عضو المجلس التشريعي الفيكتوري عن دائرة Southern Province (Victoria) ‏ (أبريل 1864 – سبتمبر 1866) وانتخب عضو المجلس التشريعي الفيكتوري عن دائرة Electoral district of Wimmera (Victorian Legislative Council) ‏ (16 أغسطس 1854 – 1 مارس 1856).